# 馬什科夫采夫火山
馬什科夫采夫火山是俄羅斯的火山，位於堪察加半島南部，毗鄰洛帕特卡角，海拔高度503米，山體由玄武岩組成，是堪察加最南端的全新世火山。